# Melón (Orense)
Melón es un municipio y localidad española de la provincia de Orense, en la comunidad autónoma de Galicia. Pertenece a la comarca del Ribeiro y cuenta con una población de 1254 habitantes (INE 2017).

## Geografía
Integrado en la comarca del Ribeiro, se sitúa a 37 kilómetros de la capital orensana. El término municipal está atravesado por la autovía de las Rías Bajas A-52 y por la carretera N-120 entre los pK 600 y 609. 
El relieve del municipio es montañoso, entre cuyas elevaciones discurren pequeños ríos: Outeiro, Cerves, Cortella y Bouzas. Por el oeste se alza la Serra do Faro de Avión (1155 metros), que hace de límite con la provincia de Pontevedra, mientras que por el sureste encuentra la Serra da Chan de Moeiras (798 metros), también limitando con la provincia de Pontevedra. Por el norte y el este las altitudes son menores, aunque no exentas de montes, por la cercanía del río Miño. La altitud del municipio oscila entre los 1155 metros (Faro de Avión) y los 80 metros cerca de la desembocadura del río do Outeiro. El pueblo se alza a 456 metros sobre el nivel del mar. 
| Noroeste: Covelo (Pontevedra)                       | Norte: Carballeda de Avia                            | Noreste: Ribadavia              |
| Oeste: Covelo (Pontevedra) y La Cañiza (Pontevedra) |                                                      | Este: Ribadavia                 |
| Suroeste: La Cañiza (Pontevedra)                    | Sur: La Cañiza (Pontevedra) y Creciente (Pontevedra) | Sureste: Creciente (Pontevedra) |

## Historia
Sobre la base de los datos del censo de Pecheros de 1528, en el que no se contaban eclesiásticos, hidalgos y nobles, se registra la existencia 81 pecheros, es decir unidades familiares que pagaban impuestos. En el documento original, la localidad aparece denominada como Coto de Melón.

## Geografía humana

### Demografía
Cuenta con una población de 1109 habitantes (INE 2024).
| Gráfica de evolución demográfica de Melón entre 1842 y 2021                                                           |
| |
| Población de derecho según los censos de población del INE. Población de hecho según los censos de población del INE. |

### Organización territorial
El municipio está formado por veintiocho entidades de población distribuidas en dos parroquias:
- Melón (Santa María)
- Quines[4] (Santa María[6][5]

## Patrimonio
En su término municipal se encuentra el Monasterio de Santa María de Melón.